# Ulica
 Ovo je glavno značenje pojma Ulica. Za druga značenja pogledajte Ulica (razdvojba).
Ulica je javna površina unutar naselja namijenjena pješačkom i cestovnom prometu. Današnje ulice izglađene su asfaltom, ili u starijim vremenima nekim drugim materijalom, kao što je kamen, a njezini dijelovi mogu imati ugrađene tračnice željeznicu ili tramvaje, ili na drugi način pripremljene za ne-pješački promet, kao što su ugibališta za autobuse.
Navodno najuža ulica na svijetu nalazi se na otoku krku u gradu Vrbniku.